# Lucien Teisseire
Lucien Teisseire (Saint-Laurent-du-Var, 11 de desembre de 1919 - Plonévez-Porzay, 22 de desembre de 2007) va ser un ciclista francès que fou professional entre 1941 i 1955. En el seu palmarès destaquen quatre etapes al Tour de França, la classificació general del Critèrium del Dauphiné Libéré de 1953, la París-Tours de 1944 i una tercera posició en el Campionat del Món de ciclisme en ruta de 1948.

## Palmarès
- 1942
  - 1r al Circuit de les viles d'aigua d'Alvèrnia
  - Vencedor d'una etapa al Circuit del Mont Ventor
- 1944
  - 1r de la París-Tours
  - 1r del Gran Premi de Niça
  - 1r del Gran Premi de Provença
  - 1r de l'Omnium de la ruta - prova en pujada
- 1946
  - Vencedor d'una etapa a la París-Niça
- 1947
  - 1r del Gran Premi de l'Echo a Oran
  - Vencedor de 2 etapes al Tour de França
- 1948
  - 1r del Gran Premi del Pneumàtic
  - 3r al Campionat del Món de ciclisme
- 1949
  - Vencedor d'una etapa al Tour de França
- 1951
  - 1r del Gran Premi de Canes
  - Vencedor d'una etapa de la París-Niça
- 1952
  - Vencedor d'una etapa del Gran Premi de Constantina
- 1953
  - 1r del Critèrium del Dauphiné Libéré i vencedor de 2 etapes
  - Vencedor d'una etapa de la Volta al Marroc
- 1954
  - Vencedor d'una etapa al Tour de França
  - Vencedor d'una etapa de la Volta al Marroc
- 1955
  - Vencedor d'una etapa del Tour de la Manche

### Resultats al Tour de França
- 1947. 11è de la classificació general i vencedor de 2 etapes
- 1948. 6è de la classificació general
- 1949. 14è de la classificació general i vencedor d'una etapa
- 1951. 31è de la classificació general
- 1952. 59è de la classificació general
- 1953. 26è de la classificació general
- 1954. 23è de la classificació general i vencedor d'una etapa
- 1955. 45è de la classificació general